# Lars van den Berg
Lars van den Berg (født 7. juli 1998 i De Meern) er en horhenværende cykelrytter fra Holland, der er kørte for Groupama-FDJ.